# Dogs of Berlin
Dogs of Berlin ou Les Meutes de Berlin au Québec, est une série télévisée allemande en dix épisodes d'environ 52 minutes créée par Christian Alvart et mise en ligne le 7 décembre 2018 sur Netflix.

## Synopsis
La police berlinoise enquête sur le meurtre d'un célèbre footballeur turco-allemand et à la suite on remarque que il y a du racisme anti turcs (Turcophobie) et l'homophobie par les skinheads.

## Distribution
- Fahri Yardım (VF : Florian Wormser) : Erol Birkan
- Felix Kramer (de) (VF : Bruno Dubernat) : Kurt Grimmer
- Katharina Schüttler (VF : Olivia Nicosia) : Paula Grimmer
- Anna Maria Mühe (VF : Julia Boutteville) : Sabine « Bine » Ludar
- Urs Rechn (VF : Stéphane Bazin) : Gert Seiler
- Samy Abdel Fattah (de) (VF : Hugo Brunswick) : Raif Tarik-Amir
- Mohamed Issa (de) (VF : Simon Koukissa) : Murad Issam
- Deniz Orta (VF : Pamela Ravassard) : Maïssa Issam
- Katrin Saß (VF : Josy Bernard) : Eva Grimmer (8 épisodes)
- Hannah Herzsprung (VF : Anne-Charlotte Piau) : Trinity Sommer (7 épisodes)
- Branko Tomović : Dario (6 épisodes)
- Jasna Fritzi Bauer (VF : Joséphine Ropion) : Nike Strack (5 épisodes)
- David Bennent : Späti (3 épisodes)
- Burak Yiğit : Qays Jandoubi (1 épisode)

 Source et légende : version française (VF) sur RS Doublage

### Fiche technique
- Titre original : Dogs of Berlin
- Titre québécois : Les Meutes de Berlin
- Création : Christian Alvart
- Réalisation : Christian Alvart
- Musique : Maurus Ronner, Christoph Schauer, Ali N. Askin
- Société de distribution : Netflix
- Pays de production :  Allemagne
- Langue originale : allemand
- Format : couleur
- Nombre de saisons : 1
- Nombre d'épisodes : 10
- Durée : 45 minutes